# باغ مادي (كرتشمبو الجنوبي)
باغ مادي (بالفارسية: باغ مادی) هي قرية تقع في إيران في قسم کرتشمبو الجنوبي الريفي. يقدر عدد سكانها بـ 105 نسمة بحسب إحصاء 2016.